# Nectopsyche diarina
Nectopsyche diarina är en nattsländeart som först beskrevs av Ross 1944.  Nectopsyche diarina ingår i släktet Nectopsyche och familjen långhornssländor. Inga underarter finns listade i Catalogue of Life.